# Frederick Dalberg
Frederick Dalberg (né le 7 janvier 1908 à Newcastle upon Tyne, mort le 9 mai 1988 en Afrique du Sud) est un chanteur d'opéra sud-africain, né en Angleterre, basse. Il a fait ses débuts à Leipzig en 1931, après avoir étudié à Dresde, comme Monterone (dans Rigoletto). À Bayreuth (1942-1944, puis en 1951) il chante Hagen, Fafner et Pogner. Il rejoint Covent Garden en 1951 où il crée le rôle de Claggart dans Billy Budd, puis sir Walter Raleigh dans Gloriana (1953).